# 東京サウンドプロダクション
株式会社東京サウンドプロダクション（とうきょうサウンドプロダクション、英: Tokyo Sound Production Inc.）は、主にテレビ番組やビデオソフト企画の制作、撮影技術、ビデオ編集・MA技術、音楽制作および音響効果・選曲に関わる技術プロダクションである。
NETテレビの音響効果集団として発足し、1963年2月18日法人設立。
1984年よりテレビ朝日が資本参加し、2016年12月に出資比率を上げて連結子会社化。2017年7月1日付けで、同じテレビ朝日の連結子会社「ビデオ・パック・ニッポン」と合併した。

## 所在地
- 本社 : 東京都港区西麻布2-24-11　麻布ウエストビル
営業部・業務部・総務部・経理部
- オーディオセンター : 東京都港区西麻布 2-24-11　麻布ウエストビル 3F
- 撮影センター : 東京都港区南麻布1-11-1
- ビデオセンター : 東京都港区六本木7-8-15 ソフィア六本木B1F
- コンテンツ事業センター : 東京都港区六本木六丁目4番1号　 　　　　　　　　　　　　六本木ヒルズ　ハリウッドビューティプラザ4階

## 代表者
- 代表取締役社長 : 説田比登志

## クリエイティブstaff

### ビデオセンター
編集
MA

### オーディオセンター
音響効果・選曲

## 主な作品
（凡例）無：撮影/編集/音効担当、○：撮影のみ担当、△：撮影/音効担当、※：編集/音効担当、☆：編集のみ担当、★：音効のみ担当、V：ビデオ・パック・ニッポンから移管。

### テレビ番組
（凡例）太字：現在放映中また継続中（特番の場合）の番組・これから放映される番組。特に記述がない場合はテレビ朝日で放送